# Гебре, Богалетч
Богалетч «Боге» (произносится Бо-гей) Гебре (1950-е — 2 ноября 2019) — эфиопская ученая и активистка. В 2010 году The Independent охарактеризовала её как «женщину, которая начала восстание эфиопских женщин». Вместе со своей сестрой Фикирте Гебре Богалетч основала в Эфиопии организацию KMG, ранее называвшуюся Kembatti Mentti Gezzima-Tope (женщины, стоящие вместе). Её благотворительная деятельность направлена на оказание помощи женщинам во многих областях, включая предотвращение калечащих операций на женских половых органах и похищение невест, практику похищения и изнасилования молодых женщин с целью заставить их вступить в брак. По данным Национального комитета по традиционной практике Эфиопии, с такой традиции начинаются порядка 69 % браков в стране по состоянию на 2003 год.
The Independent сообщает, что организация снизила частоту похищений невест в Кембатте более чем на 90 %, в то время как The Economist отмечает, что ей также приписывают сокращение калечащих операций на женских половых органах со 100 % до 3 %.
В 2005 году Богалетч Гебре была удостоена премии Jonathan Mann Award 2005, а в 2007 году — премии Джонатана Манна за глобальное здравоохранение и права человека. За её вклад в развитие Африки Боге была удостоена Международной премии развития короля Бодуэна в мае 2013 года.

## Общественная деятельность
Будучи жертвой калечащих операций на женских половых органах в возрасте 12 лет, отец запретил Гебре учится в общеобразовательной школе. Но она убежала из своего дома, чтобы посещать миссионерскую школу. В результате этого она изучала микробиологию в Иерусалиме, прежде чем поступить в Университет Массачусетса в Амхерсте на стипендию Фулбрайта. Находясь в Соединенных Штатах, она создала свою первую благотворительную организацию «Развитие через образование» (Development through Education), благодаря которой учащиеся эфиопских средних школ и университетов получили учебники и книги на сумму 26 000 долларов.
Получив докторскую степень в области эпидемиологии, Богалетч Гебре вернулась в Эфиопию, чтобы помочь защите прав женщин в 1990-х годах. После первоначального публичного выступления по запрещенной до этого теме ВИЧ / СПИДа Гебре поняла, что ей необходимо завоевать доверие сообщества, прежде чем она сможет добиться изменений, и поэтому решила исправить проблемы, на которые ей указали, предоставив необходимые материалы для строительства моста, который позволит детям региона[какого?] добраться до ближайшей школы, а торговцам — до местного рынка. После того как мост был построен, она и её сестра создали организацию KGM Эфиопия, открывая общественные приемные для получения консультаций жителям и в первую очередь женщинам для решения проблем защиты прав женщин практически во всех деревнях.